# San Clodio
San Clodio (llamada oficialmente Santa María de San Clodio) es una parroquia y una aldea del municipio español de Leiro, en la provincia de Orense, Galicia.

## Organización territorial
La parroquia está formada por siete entidades de población:
- A Ponte
- A Veiga
- Barouta
- Maín
- Mesón de Pardo
- O Cabo
- San Clodio

## Demografía

### Parroquia
| Gráfica de evolución demográfica de San Clodio (parroquia) entre 2000 y 2022 |
|                                                                              |
| Datos según el nomenclátor publicado por el INE.                             |

### Aldea
| Gráfica de evolución demográfica de San Clodio (aldea) entre 2000 y 2022 |
|                                                                          |
| Datos según el nomenclátor publicado por el INE.                         |